# Písečná (ort i Tjeckien, Olomouc)
Písečná är en ort i Tjeckien.   Den ligger i regionen Olomouc, i den östra delen av landet, 200 km öster om huvudstaden Prag. Písečná ligger 384 meter över havet och antalet invånare är 1 063.
Terrängen runt Písečná är huvudsakligen kuperad, men åt nordost är den platt.Runt Písečná är det ganska tätbefolkat, med 52 invånare per kvadratkilometer. Närmaste större samhälle är Jeseník, 6,0 km sydväst om Písečná. I omgivningarna runt Písečná växer i huvudsak blandskog.